# 小里光忠
小里光忠（おり みつただ、生年不詳 - 元亀3年（1572年）12月）は、戦国時代の武将。小里氏。美濃国小里城主。通称、出羽守。子に小里光次、小里光明。

## 概要
小里氏は土岐氏の庶流であり、明応5年（1496年）に船田合戦に敗れた土岐元頼の子・土岐頼連から始まったとされる。
天文3年（1534年）、頼連の子・小里光忠は、小里城を築城した。また、明知城の明知遠山氏と結び、遠山景行の娘を嫡子・光次の嫁に迎えた。
天文21年（1552年）土岐郡の高山城主の高山光俊(伊賀守)が没したが子が無かったため後継する城主が居ない状態となり、早速、可児郡御嵩城主の小栗重則(信濃守)が高山城を攻めて占領しようとした。そのことを知った肥田民部から遠山景前に連絡があったので、景前は甲斐の武田信玄に早馬を送り相談した。
信玄は平井頼母と後藤庄助を大将として、小里光忠・その子の小里内作・小里右衛門太郎・小里助左衛門・遠山景行・遠山三郎兵衛・遠山左衛門佐らを高山城へ向かわせた。
小栗重則(信濃守)も千人余で大富山に陣を取り川端に押し寄せた。小里・遠山・平井・後藤らは浅野村に陣を取り川を隔てて矢を射かけた。小栗は川を渡って戦い高山城に迫ったが小里親子と遠山景行の30余騎が馬上から鑓を執って真直ぐに進むと小栗勢が敗北したので川を越えて追った。大富山の下で光忠が小栗の長臣を討取ると小栗は引き返したので、肥田村の天福寺の高根で70余りの首実検を行った。
その後、逆に御嵩城は囲まれ落城し小栗重則は自害したという。その結果、御嵩城までが武田氏の勢力下に入った。後藤庄助は討死したが、土岐郡の高山城には平井光行・頼母親子が入り城主となった。(濃州小里記)
天文24年（1555年）に甲斐国の武田信玄の圧力に遠山諸氏が屈すると、小里光忠も武田氏に与同したとみられる。
元亀元年(1570年)には小里光忠は稲葉山城を攻略した織田信長に通じており、武田信玄は「小里については隣邦からの助勢により、すでに逆心露顕のように見える。やむを得ず、残念に思うが、とりあえす許すというのを承った。その上で時期を待って成敗してほしい」と遠山景任（岩村遠山氏）と遠山直廉（苗木遠山氏）に書状を送っている。
同年11月、武田信玄の西上作戦が本格化し、武田重臣の秋山虎繁の軍勢が遠山氏の領地である東美濃を通って、徳川氏の領地三河国へ攻め込もうとした同年12月27日に上村合戦が勃発した。
小里光忠は、同じく織田方であった遠山景行（明知遠山氏）、遠山友勝（苗木遠山氏）、遠山友忠（飯羽間遠山氏）、奥三河の山家三方衆の奥平定能、奥平信昌、菅沼定忠、菅沼正貞らと共に合戦に及んだがこれに敗れ、嫡男の小里光次、遠山景行等と共に討死した（上村合戦）。家督は次子の小里光明が継いだ。